# Kozolupy
Kozolupy est une commune rurale du district de Plzeň-Nord, dans la région de Plzeň, en République tchèque. Sa population s'élevait à 1 061 habitants en 2022.

## Géographie
Kozolupy est arrosée par la Mže, un affluent de la Radbuza, et se trouve à 2 km au sud du centre de Město Touškov, à 10 km à l'ouest-nord-ouest du centre de Plzeň et à 92 km au sud-ouest de Prague.
La commune est limitée par Bdeněves et Město Touškov au nord, par Vochov à l'est, par Tlučná au sud, et par Myslinka à l'ouest.

## Histoire
La première mention écrite de la localité date de 1186.

## Transports
Par la route, Kozolupy se trouve à 1 km du centre de Město Touškov, à 12 km de Plzeň et à 104 km de Prague. 